# Griegos
Griegos település Spanyolországban, Teruel tartományban. Griegos Albarracín községgel határos. Lakosainak száma 142 fő (2024).

## Népesség
A település népessége az utóbbi években az alábbiak szerint változott:
| Lakosok száma | 131  | 137  | 144  | 140  | 143  | 142  | 151  | 136  | 140  | 142  |
|               | 2001 | 2004 | 2007 | 2009 | 2012 | 2014 | 2017 | 2019 | 2022 | 2024 |